# شانتل مالاوسکی

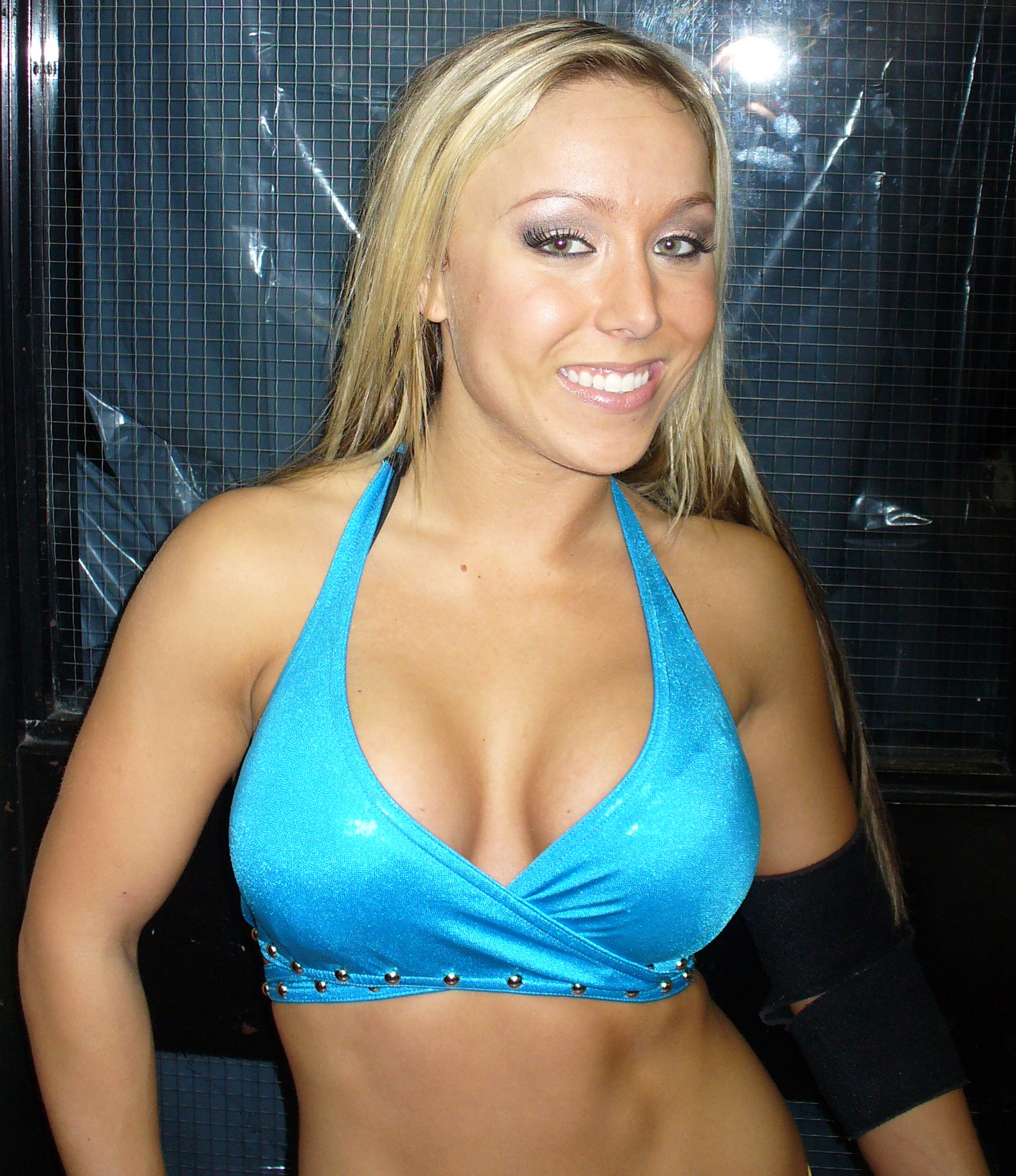
مالاوسکی در سال ۲۰۰۹

شانتل مالاوسکی (به انگلیسی: Shantelle Malawski) (زادهٔ ۲۶ ژانویه ۱۹۸۶) ورزش‌کار کشتی حرفه‌ای کانادایی است. مالاوسکی در حال حاضر در رقابت‌های تی‌اِن‌اِی با نام مستعار «تیلور وایلد» مسابقه می‌دهد. او که فعالیت حرفه‌ای‌اش را از سال ۲۰۰۳ و در ۱۷ سالگی آغاز کرده، اولین زن کُشتی حرفه‌ای است که موفق شده هر ۲ جایزهٔ رقابت‌های تک‌نفره و تیمی تی‌اِن‌اِی ناک‌آوت را به‌دست آورد.